# Код категорії продавця
Код категорії продавця (англ. Merchant category code, скорочено MCC) — це чотиризначне число, зазначене у ISO 18245 для роздрібних фінансових послуг. MCC використовується для класифікації бізнесу за видами товарів або послуг, які він надає.

## Призначення MCC
MCC призначаються за типом продавця (наприклад, один для таксі, чотири для АЗК тощо), або за іменем продавця (наприклад, 3000 для United Airlines ), і присвоюється продавцю компанією, що надає послуги еквайрингу, коли спочатку бізнес починає приймати цю картку як спосіб оплати. Один і той же бізнес може кодуватися по-різному на різних кредитних картках, а різні секції чи відділи магазину можуть кодувати по-різному.

## Використання MCC
MCC відображає основну категорію, в якій торговець веде бізнес і може використовуватися: 
- визначаючи обмінний збір, який сплачує комерсант, при більш ризикованих напрямках бізнесу платять вищі збори;
- компаніями, що видають кредитні картки, пропонують винагороду або очкові бонуси за витрати в певних категоріях [4] [5];
- картковими мережами для визначення правил та обмежень для операцій з карткою (наприклад, автоматизовані дозатори палива (MCC 5542) мають спеціальні правила авторизації та очищення повідомлень)
- для цілей оподаткування, наприклад, у Сполучених Штатах, щоб визначити, чи є платіж головним чином за “послуги”, про які платник повинен повідомити Службу внутрішніх доходів з метою оподаткування, чи за “товари”, що не потребують повідомлення[6]

## Інструменти пошуку MCC
Існує декілька ресурсів, за якими користувачі кредитних карток можуть проконсультуватись, як можна класифікувати покупки у певних продавців. Приклади включають:
- AwardWallet Merchant Lookup Tool. AwardWallet. Архів оригіналу за 28 Вересня 2020. Процитовано 16 Вересня 2020.
- Chase Ink Bonus Categories Explained. WalletHub. Архів оригіналу за 2 Вересня 2019. Процитовано 16 Вересня 2020.
- Chase Rewards Categories/Chase Rewards Category FAQs. Chase. Архів оригіналу за 26 Вересня 2020. Процитовано 31 Березня 2022.
- List of MCC codes in CSV, ODS, XLS formats. github. Архів оригіналу за 12 Листопада 2020. Процитовано 16 Вересня 2020.